# Сплав
Сплавта е сложен метал, получен при разтопяването и смесването в течно състояние (сплавяване, легиране) на два или повече метала. Съществуват и сплави между метали и неметали (например стоманата и чугунът са сплави на желязото с въглерод). В по-ново време сплавите се получават и в твърдо състояние. Елементите образуващи сплавите (компоненти на сплавите), или изграждат свои индивидуални кристали (образувайки по този начин кристален конгломерат — кристална смес), или атомите им изграждат съвместно нови кристали (смесени кристали, твърди разтвори), или образуват помежду си химични съединения. Чрез сплавяване механичните, физичните и други свойства на един основен метал могат да се изменят чувствително (чистата мед има якост на опън около 22 kg/мм2, а месингът — с 58,5% мед, 36% цинк, 3% алуминий и 2,5% никел — от 55 до 80 kg/мм2), което прави възможно получаването на сплави, отговарящи на определени изисквания.